# Me olvidé de vivir
«Me olvidé de vivir» («J'ai oublié de vivre» en su título original) es una canción melódica de Pierre Billon y Jacques Revaux, grabada por primera vez por el cantante francés Johnny Hallyday en 1977. Se incluyó en su álbum de estudio C'est la vie y también se editó como sencillo. Popularizada en lengua española por el cantante Julio Iglesias, en una versión editada en 1978. La adaptación al español está firmada por el propio Iglesias, además de Manuel de la Calva, Ramón Arcusa, M. Díaz, M. Korman y J. Flores.

## Descripción
Balada de tono marcadamente nostálgico, que evoca la futilidad de la vida y la necesidad de dar importancia a los pequeños detalles. 
La versión de Iglesias fue publicada en formato sencillo en 1978, incluyendo en la Cara B el tema Un día tú, un día yo. Fue el tema que abría el LP de ese mismo año Emociones. El éxito de esta versión hizo que el año siguiente se incluyera como tema principal en la película del mismo título protagonizada por Julio Iglesias. Iglesias la cantó igualmente en italiano con el título de Non si vive cosí.

## Versiones
Existe una versión en lengua alemana titulada Und das nannte er Leben interpretada por Howard Carpendale, que la incluyó en su álbum Howard Carpendale (1978).
En 1982 el tenor mexicano Humberto Cravioto como parte de su disco Hey la incluyó en este trabajo.
Fue interpretada por la estadounidense Nanette Workman en su versión en francés. También en francés es la versión country del quebequés Patrick Norman de 1989.
El dominicano Toño Rosario hizo una versión merengue en el LP que tomó precisamente el título de la canción, lanzado en 1994. 
En 2002 es grabada por el también dominicano Raulín Rodríguez, quien la incluye en su LP Derroche de amor (2002).
En 2005 fue versionada por Tamara.
Grabada por el brasileño Alexandre Pires en 2007.
Versionado en 2013 por el mexicano Alejandro Fernández, que lo canta junto a su padre Vicente Fernández y que se incluye en su LP Confidencias. Se lanzó a la venta el 7 de octubre de 2013 como segundo sencillo del álbum. El tema ocupó el puesto treinta y cuatro del Billboard Latin Pop Songs. El 29 de noviembre de 2013 se estrenó el video musical del sencillo y fue producido por Beto Hinojosa.
También fue versionada en 2013 por el argentino Iván Noble, exlíder de los Caballeros de la Quema quién lo incluyó en su LP Pistolas al Amanecer
En 2014 fue grabado por la banda española Macaco a ritmo de Dancehall Jamaicano, siendo esta versión el tema principal de la banda sonora de la película de Javier Fesser Mortadelo y Filemón contra Jimmy el Cachondo. En el videoclip promocional se combinan imágenes de la película con otras del propio Macaco.
En 2016, Loquillo grabó una nueva versión que apareció en el mes de abril dentro de su disco Viento del Este.
La versión más reciente, estrenada en octubre de 2020 corresponde a la colaboración entre los españoles Raphael y Manuel Carrasco, dentro del álbum 60 años. También en 2020 fue versionada por la banda estadounidense The Mavericks.